# 瀧野川一丁目停留場
瀧野川一丁目停留場（日语：／ Takinogawa-itchōme teiryūjo */?）是一個位於東京都北區瀧野川一丁目，屬於荒川線的停留場。

## 歷史
- 1911年（明治44年）8月20日：開業。

## 停留場構造
對向式月台2面2線的地面車站。
| 月台 | 路線                   | 方向 | 目的地                           |
| ---- | ---------------------- | ---- | -------------------------------- |
| 東側 | 都電荒川線（東京櫻電） | 上行 | 大塚站前、早稻田方向             |
| 西側 | 都電荒川線（東京櫻電） | 下行 | 王子站前、町屋站前、三之輪橋方向 |

## 相鄰停留場
東京都交通局
 都電荒川線（東京櫻電）
西原四丁目（SA 19）－瀧野川一丁目（SA 18）－飛鳥山（SA 17）

## 外部連結
- 瀧野川一丁目停留場 （页面存档备份，存于） - 東京都交通局